# كويرينو
كويرينو (بالإنجليزية: Quirino)‏ هي محافظة تقع في الفلبين في وادي كاغيان. يقدر عدد سكانها بـ 176,786 نسمة ومساحتها 2,323.47 كم2 .